# メイド・イン・ヨーロッパ
メイド・イン・ヨーロッパ (Made in Europe) は、ディープ・パープルが1976年に発表したライブ・アルバム。

## 概要
ディープ・パープルは1974年12月に第3期の2作目に相当するアルバム『嵐の使者』を発表し、1975年3月16日から4月7日までヨーロッパ・ツアーを催行した。本作はツアー最終日の4月7日に行なわれたパリ公演のライブ音源から5曲を収録した。アルバムのオビや解説では「4月7日のパリ公演最終日を中心として収録したライブ・アルバム」となっているが、どの収録曲が4月7日の演奏なのかは不明である。
オリジナルLPもCDも一枚組である。
「ミストゥリーテッド」では、リッチー・ブラックモアがエコーマシンとして使用しているアイワのオープンリール・テープレコーダーTP-1011が不調なので、彼はブースターとして使用している。
この公演を最後にブラックモアは脱退し、第3期は終了した。

## 収録曲
1. 紫の炎 - "Burn" - 7:28
2. ミストゥリーテッド - "Mistreated (Interpolating Rock Me Baby)" - 11:43
3. 嵐の女 - "Lady Double Dealer" - 4:18
4. ユー・フール・ノー・ワン - "You Fool No One" - 16:43
5. 嵐の使者 - "Stormbringer" - 5:33

※ 記載した収録時間はLPレコードのライナーノーツのもの。

## メンバー
- リッチー・ブラックモア - ギター
- デイヴィッド・カヴァデール - ボーカル
- グレン・ヒューズ - ベース、ボーカル
- ジョン・ロード - キーボード
- イアン・ペイス - ドラムス